# Angolai bülbül
Az angolai bülbül (Phyllastrephus fulviventris) a madarak (Aves) osztályának verébalakúak (Passeriformes) rendjébe, ezen belül a bülbülfélék (Pycnonotidae) családjába tartozó faj.

## Rendszerezése
A fajt Jean Cabanis német ornitológus írta le 1876-ban.

## Előfordulása
Afrika délkeleti részén, Angola, Gabon és a Kongói Demokratikus Köztársaság területén honos. Természetes élőhelyei a szubtrópusi vagy trópusi síkvidéki esőerdők, szavannák és cserjések, folyók és patakok környékén. Állandó, nem vonuló faj.

## Megjelenése
Testhossza 19 centiméter, testtömege 27–38 gramm.

## Életmódja
Főleg rovarokkal táplálkozik.

## Természetvédelmi helyzete
Az elterjedési területe elég nagy, egyedszáma pedig stabil. A Természetvédelmi Világszövetség Vörös listáján nem veszélyeztetett fajként szerepel.